# Mikadotrochus gotoi
Mikadotrochus gotoi (Anseeuw, 1990) é uma espécie de molusco gastrópode marinho da família Pleurotomariidae, nativa do oeste do oceano Pacífico.

## Descrição
Mikadotrochus gotoi possui uma concha em forma de cone com pouco mais de 6 centímetros. Fenda lateral, típica de Pleurotomariidae, curta. Relevo de estrias em espiral, atravessadas por finas linhas de crescimento. A coloração é creme esbranquiçada, com manchas avermelhadas em padrões característicos na base de cada volta.

## Distribuição geográfica
São encontrados no oeste do oceano Pacífico (Filipinas, sendo seu holótipo primordialmente coletado em Mindanau, a uma profundidade entre 120 e 200 metros).